# ساختمان فری سان‌فرانسیسکو

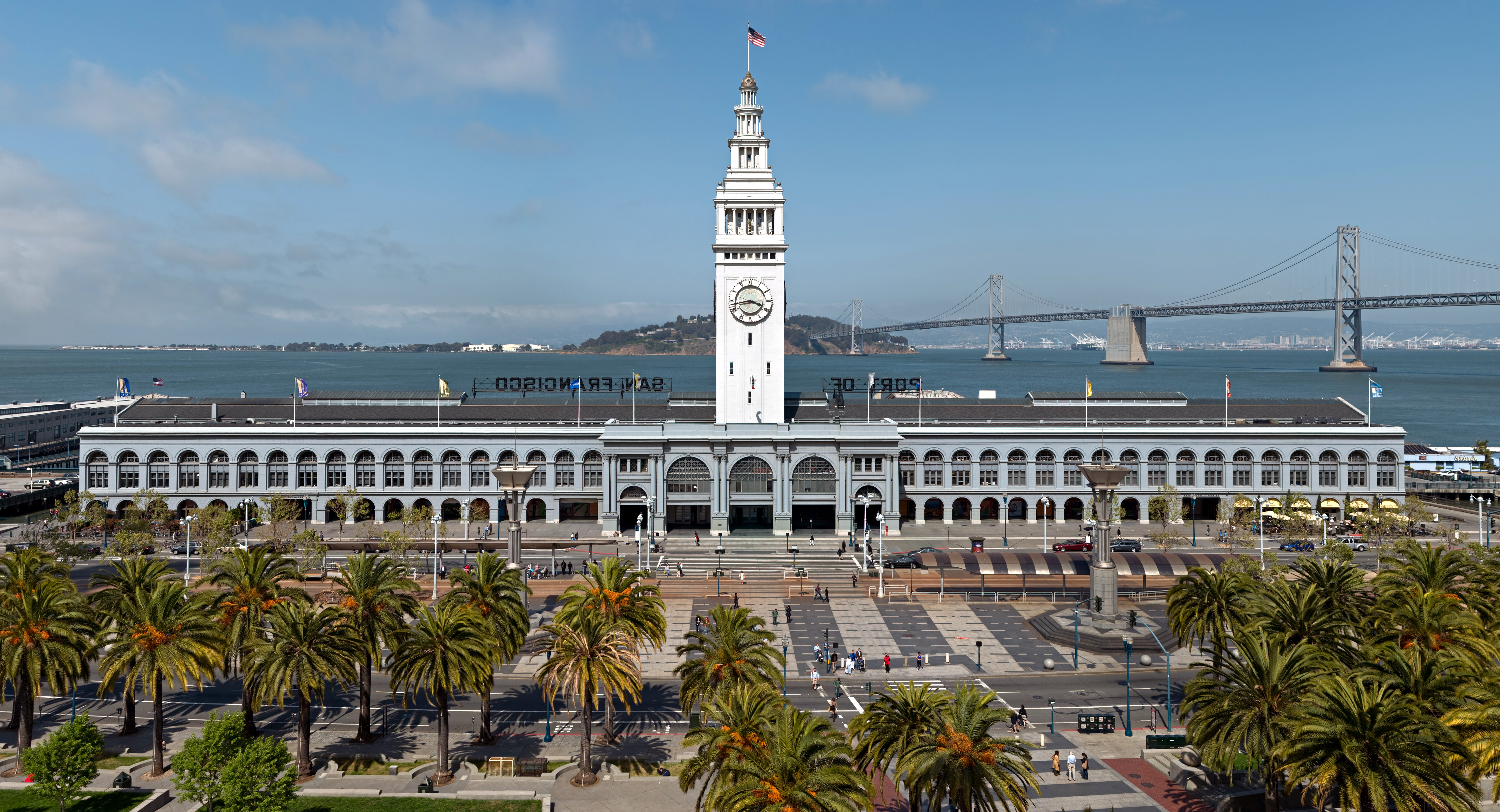
نمایی از ساختمان فری سان‌فرانسیسکو.

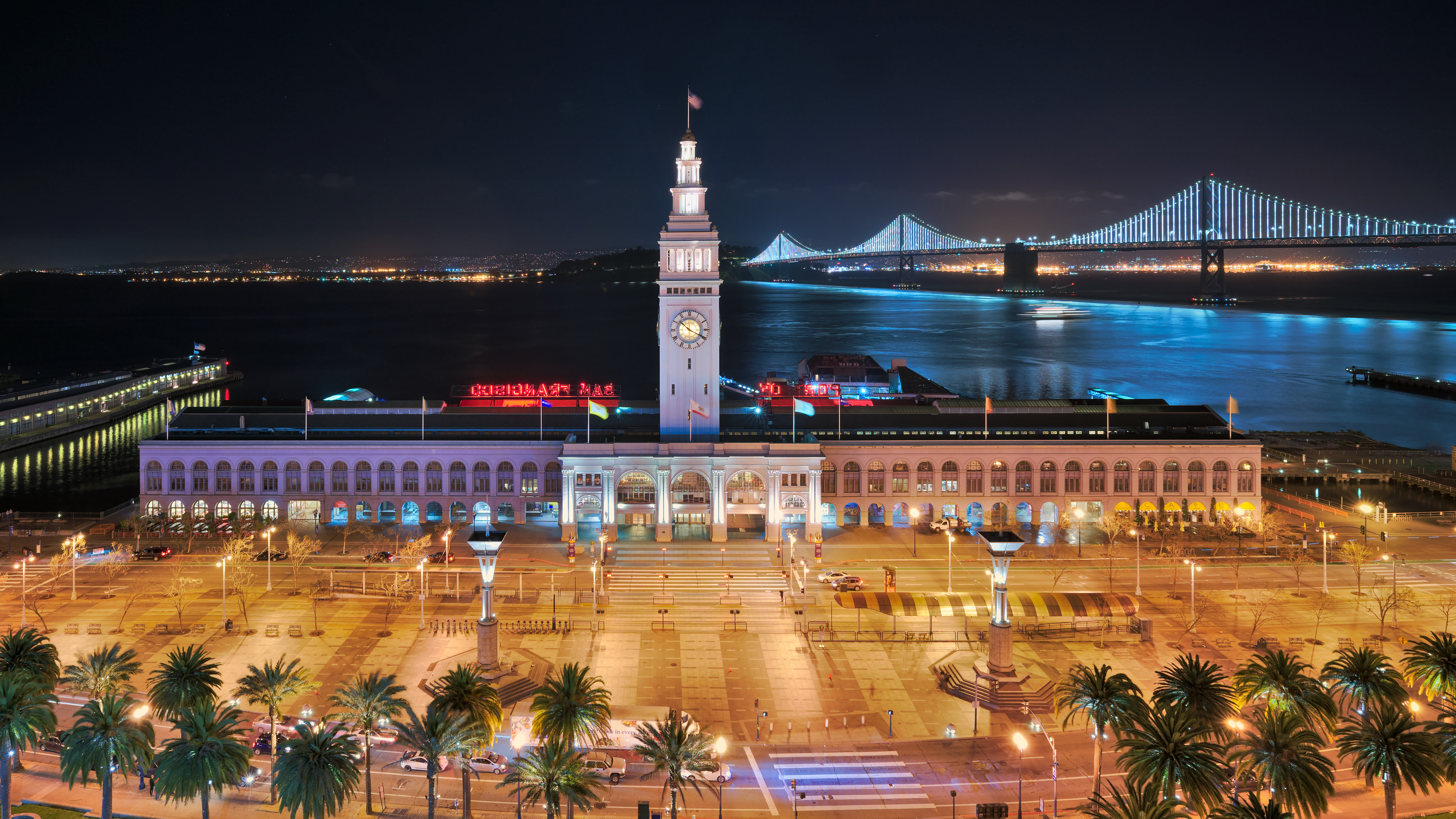
نمایی از ساختمان فری سان‌فرانسیسکو در شب.

ساختمان فِری سان‌فرانسیسکو (به انگلیسی: San Francisco Ferry Building) ترمینال و بندرگاهی مخصوص کشتی‌های فرابری است که در خلیج سان‌فرانسیسکو در کالیفرنیا واقع شده‌است. ساختمان فری سان‌فرانسیسکو در فهرست اماکن تاریخی ایالات متحده آمریکا به ثبت ملی رسیده‌است و از شناسه‌های شهری شاخص سان‌فرانسیسکو محسوب می‌شود.